# Jon Belaustegui
Jon Belaustegui (San Sebastián, 19 de março de 1979) é um handebolista profissional espanhol, medalhista olimpico.